# Município de Huntington (condado de Ross, Ohio)
O município de Huntington (em inglês: Huntington Township) é um município localizado no condado de Ross no estado estadounidense de Ohio. No ano de 2010 tinha uma população de 6.220 habitantes e uma densidade populacional de 40,28 pessoas por km².

## Geografia
O município de Huntington encontra-se localizado nas coordenadas 39° 13′ 55″ N, 83° 02′ 37″ O. Segundo a Departamento do Censo dos Estados Unidos, o município tem uma superfície total de 154.43 km², da qual 154.29 km² correspondem a terra firme e (0.09%) 0.14 km² é água.

## Demografia
Segundo o censo de 2010, tinha 6.220 habitantes residindo no município de Huntington. A densidade populacional era de 40,28 hab./km². Dos 6.220 habitantes, o município de Huntington estava composto pelo 97.01% brancos, o 0.74% eram afroamericanos, o 0.21% eram amerindios, o 0.24% eram asiáticos, o 0.02% eram insulares do Pacífico, o 0.06% eram de outras raças e o 1.72% pertenciam a dois ou mais raças. Do total da população o 0.92% eram hispanos ou latinos de qualquer raça.